# Maison, 17 place Sainte-Anne (Rennes)
La maison située au 17 place Sainte-Anne est un édifice de la commune de Rennes, dans le département d’Ille-et-Vilaine en région Bretagne.

## Localisation
Elle se trouve au centre du département et dans le centre-ville historique de Rennes, au numéro 17 de la place Sainte-Anne.

## Historique
La maison date du XVIe siècle.
Elle est inscrite au titre des monuments historiques depuis le 9 octobre 1962,.

## Architecture
C'est un bâtiment à pans de bois ; il est étroit et comporte 4 étages.